# With a Life at Stake
With a Life at Stake è un cortometraggio muto del 1916 diretto da William Bertram.

## Produzione
Il film fu prodotto dalla American Film Company (con il nome Mustang)

## Distribuzione
Distribuito dalla Mutual Film, il film uscì nelle sale cinematografiche USA il 5 maggio 1916. Ne venne fatta una riedizione che uscì con il titolo The Broncho Buster's Bargain nel 1921.
Copia della pellicola (un positivo 35 mm) viene conservata negli archivi dell'International Museum of Photography and Film at George Eastman House.